# Grand Trou
Le Grand Trou est un quartier du 8e arrondissement de Lyon (France).
Il ne doit pas être confondu avec « Le Grand Trou », quartier de Vizille.

## Situation
Il est limité par :
- au nord, les voies de la ligne de Lyon-Perrache à Genève (frontière) et le nouveau cimetière de la Guillotière ;
- à l'ouest, les voies de la ligne de Paris-Lyon à Marseille-Saint-Charles et de la ligne de Lyon-Perrache à Marseille-Saint-Charles (via Grenoble) ;
- au sud par le quartier du Moulin-à-Vent ;
- à l'est, par le quartier des États-Unis.

Il est parfois englobé dans le quartier « Moulin-à-Vent – Petite-Guille – Grand-Trou » ou dans le quartier des États-Unis.
Il est centré sur l'église Saint-Vincent-de-Paul et la place Belleville.
Le sud du quartier est desservi par la ligne 6 du tramway de Lyon depuis le 22 novembre 2019.

## Histoire
Historiquement, le secteur du Grand Trou faisait partie de la commune de La Guillotière, avant le rattachement de cette dernière à Lyon en 1852. 
Il est traversé par la route nationale no 7 de Paris à Antibes via le moulin-à-Vent et Saint-Fons (route de Vienne).
En 1847, le docteur Jean-Baptiste Carrier, médecin-chef de l'hôpital Saint-Jean-de-Dieu, fait l'acquisition du clos Breynat, situé aux nos 168-174, route de Vienne. Il y fonde l'année suivante une maison de santé destinée à accueillir spécifiquement les femmes aliénées aux frais de leur famille. L'établissement est confié dès son origine aux religieuses de l'ordre de Saint-Vincent-de-Paul, qui assurent les soins infirmiers. Le domaine est agrandi au fil des années. Dans le premier quart du XXe siècle, la propriété est toutefois amputée et remaniée en partie ouest afin d'élargir la voie ferrée et de construire la gare de débords de la rue de Montagny. Après la suppression de cette gare dans la seconde partie du XXe siècle, est construit l'ensemble d'immeubles de la rue de Champagneux.
Dans les années 1850, l'abbé François-Xavier Gouthe-Soulard, ancien vicaire de l'église Saint-Nizier devient, à la suite d'ennuis de santé, aumônier de la maison de santé du docteur Jean-Baptiste Carrier. Le petit hameau de 2 000 habitants, peuplé de cultivateurs, maraîchers, jardiniers, n'a pas sa propre église. Les paroissiens doivent se rendre soit dans l'église Notre-Dame-Saint-Louis, dans le centre de la Guillotière, soit dans l'église Saint-Maurice, à Monplaisir, toutes deux distantes d'environ deux kilomètres. La paroisse Saint-Vincent de Paul est ainsi créée en 1855 par le cardinal de Bonald, sur l'initiative de l'abbé. En février 1856, la commission paroissiale achète un terrain d'un peu plus de douze ares à un couple de cultivateurs. De 1856 à 1862, est construite une église provisoire en pisé. Elle est gravement endommagée par un orage le 21 juin 1874. En 1897, l'abbé Peyrot, curé de Saint-Vincent de Paul, lance un nouveau projet, prévoyant la construction d´une nouvelle église sur un autre emplacement, entre la route de Vienne, le groupe scolaire de la place Belleville, le chemin de Vénissieux et la route des Sœurs (actuelle rue Saint-Vincent de Paul). Faute de moyens, ce nouvel édifice ne sera jamais construit. L'église est de nouveau ébranlée par l'explosion de la poudrière de Vénissieux le 15 octobre 1918. Le vieux bâtiment est démoli lors de la construction de l'église actuelle en 1928.
Le quartier, qui accueillait de nombreuses industries, comme les usines Patay, longées par l'impasse Patay, et Givaudan, devrait voir un certain nombre de ces friches requalifiées dans les années à venir.
Le quartier accueille le club de Basket-Ball : SELGT dans le gymnase Croix Barret.

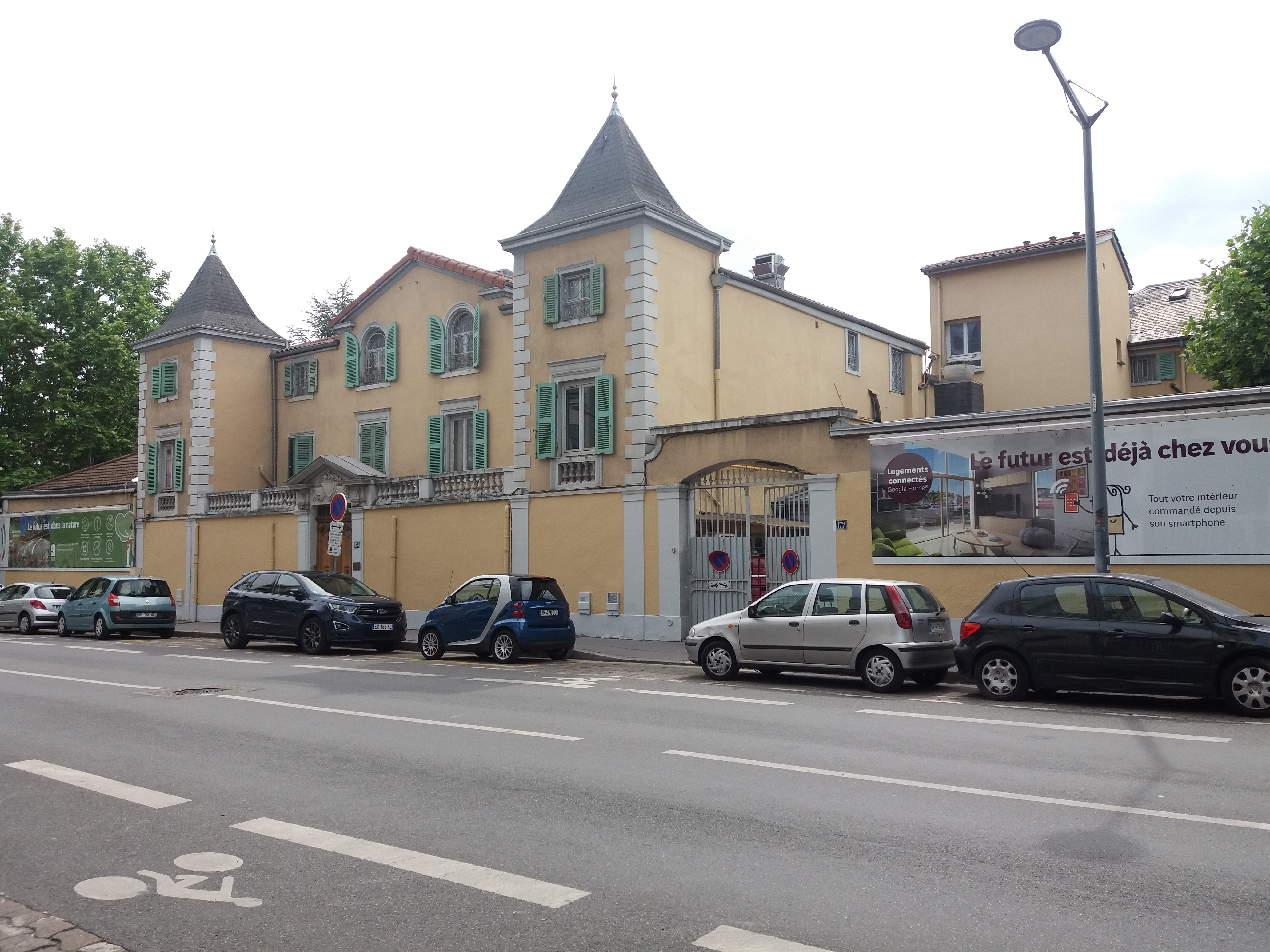
L'ancienne clinique Saint-Vincent-de-Paul sur la route de Vienne.
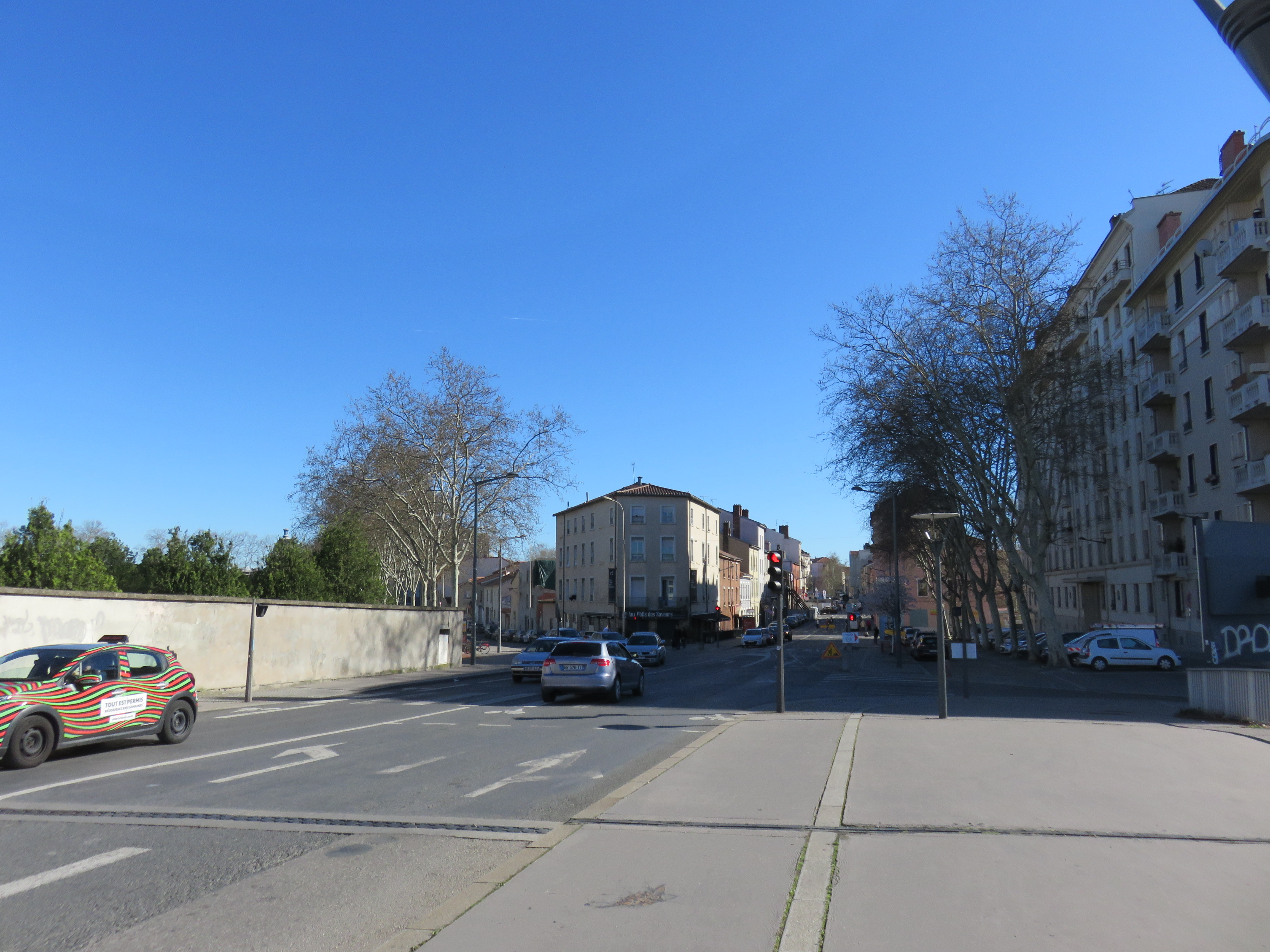
La route de Vienne à l'entrée nord du Grand Trou.